# Wolfgang Zerer
Wolfgang Zerer (Passau, 1961) is een Duits organist en muziekpedagoog.

## Levensloop
Zerer ontving zijn eerste lessen in Passau van Walther Schuster, de organist van de kathedraal. In 1980 begon hij zijn studies aan de Muziekhogeschool in Wenen, met als leraars Michael Radulescu (orgel), Karl Österreicher (dirigeren), Gordon Murray (klavecimbel). Hij trok ook naar Amsterdam waar hij onder leiding van Ton Koopman twee jaar klavecimbel leerde en naar Stuttgart waar hij kerkmuziek leerde en orgel bij Ludger Lohmann. 
Wolfgang Zerer werd laureaat in wedstrijden orgel in Brugge (1982: eerste prijs orgel en tweede prijs orgelpositief) en Innsbruck (1983). In 2000 was hij lid van de jury voor de internationale orgelwedstrijd in het kader van het Festival Oude Muziek in Brugge.
Na leraar te zijn geweest in de Conservatoria van Stuttgart en Wenen, is Zerer sinds 1989 orgeldocent in de Hogeschool voor Muziek en Theater in Hamburg. Hij doceert ook aan de Muziekhogeschool in Groningen (sinds 1995) en aan de Schola Cantorum Basiliensis (sinds 2006).
Wolfgang Zerer geeft talrijke concerten en meestercursussen zowat overal in Europa en verder in Israël, de Verenigde Staten, Japan en Zuid-Korea. Hij is ook zeer actief in het opnemen van orgelmuziek, onder meer werk van Matthias Weckmann, Johann Sebastian Bach en Max Reger.

## Discografie
- Enkele opnamen door Zerer.